# Halacarus ctenopus
Halacarus ctenopus är en kvalsterart som beskrevs av Gosse 1855. Halacarus ctenopus ingår i släktet Halacarus och familjen Halacaridae. Arten har ej påträffats i Sverige. Inga underarter finns listade i Catalogue of Life.